# McDonald, California
McDonald este o comunitate neîncoroporată din comitatul Marin, California, SUA. Localitatea se află pe malul Pacificului la altitudinea de 41 m deasupra n.m..